# Liptena modesta
Liptena modesta är en fjärilsart som beskrevs av Kirby 1890. Liptena modesta ingår i släktet Liptena och familjen juvelvingar. IUCN kategoriserar arten globalt som livskraftig. Inga underarter finns listade i Catalogue of Life.